# Alan Feduccia
Alan Feduccia, född den 25 april 1943 i Mobile, är en amerikansk paleontolog och evolutionsbiolog vid University of North Carolina at Chapel Hill.
Feduccia är en av världens ledande forskare emot teorin att nu levande fåglar utvecklats ur små köttätande dinosaurier, vilket majoriteten av dagens forskare tror. Feduccia anser istället att fåglar utvecklats ur en annan grupp, möjligtvis Crocodylomorpha. Han är också skeptisk till rapporter om befjädrade dinosaurier.

## Biografi av Alan Feduccia (urval).
- Structure and evolution of vertebrates: a laboratory taxt for comparative vertebrate anatom, (1975), W W Norton & Co Inc, ISBN 978-0393092912.
- The age of birds (1980), Harvard University Press.
- Origin and evolution of birds (första utgåvan 1996, andra utgåvan 1999), Yale University Press, ISBN 978-0300078619.
- Catesby's Birds of Colonial America, (1999), UNC Press, ISBN 978-0807848166.